# Ken Sakamura
Ken Sakamura (坂村 健 さかむら けん, né le 25 juillet 1951) est un informaticien japonais et un professeur de l'université de Tokyo. Il est le chef et le créateur du Projet TRON depuis 1984. 
En 2001, il a reçu le prix Takeda, qu'il a partagé avec Richard Stallman et Linus Torvalds.